# Rawid
Rawid (hebr.: רביד) – kibuc położony w samorządzie regionu Emek ha-Jarden, w Dystrykcie Północnym, w Izraelu.
Leży na zachód od Jeziora Tyberiadzkiego w Dolnej Galilei.
Członek Ruchu Kibuców (Ha-Tenu’a ha-Kibbucit).

## Historia

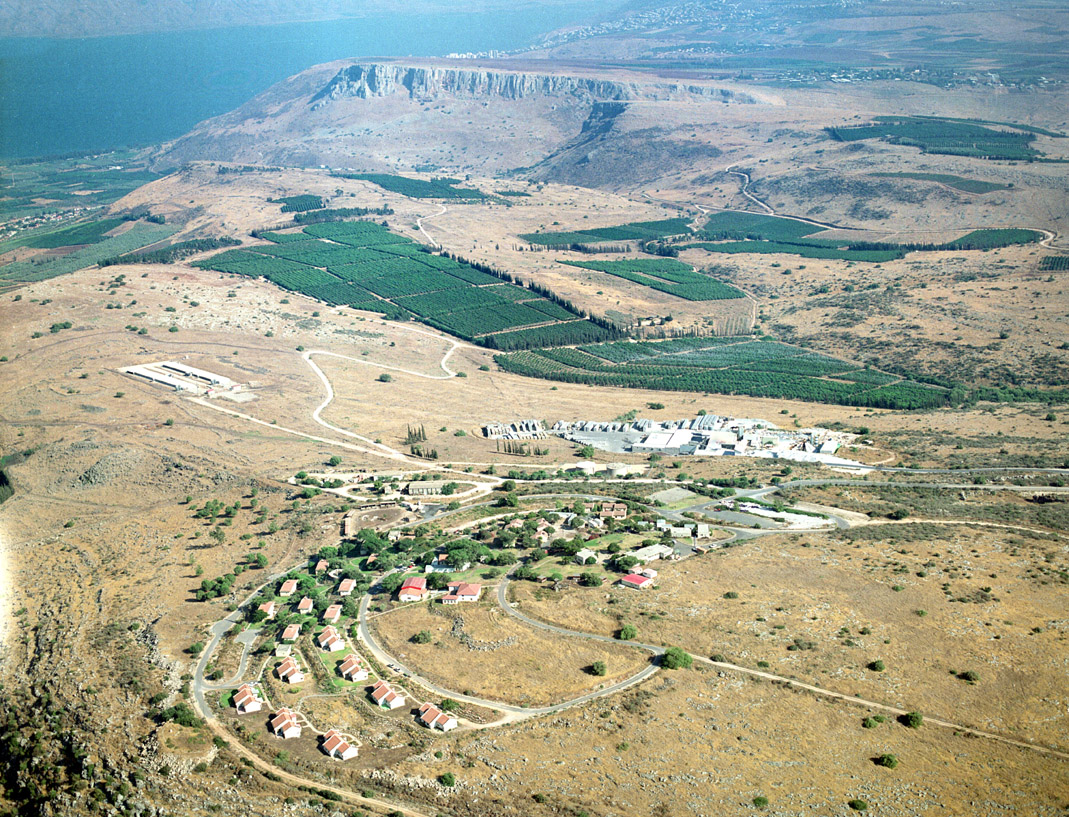
Kibuc Rawid

Kibuc został założony w 1994.

## Gospodarka
Gospodarka kibucu opiera się na intensywnym rolnictwie i turystyce.